# Осетин (село)
Осети́н (рос. Осетин) — село у складі Адамовського району Оренбурзької області, Росія.

## Населення
Населення — 17 осіб (2010; 114 у 2002).
Національний склад (станом на 2002 рік):
- казахи — 96 %